# Srubna-Kultur
| Prähistorische Kulturen Russlands |                         |
| Mittelsteinzeit                   |                         |
| Kunda-Kultur                      | 7400–6000 v. Chr.       |
| Jungsteinzeit                     |                         |
| Bug-Dnister-Kultur                | 6500–5000 v. Chr.       |
| Dnjepr-Donez-Kultur               | 5500–4000 v. Chr.       |
| Sredny-Stog-Kultur                | 4500–3500 v. Chr.       |
| Jekaterininka-Kultur              | 4300–3700 v. Chr.       |
| Kammkeramische Kultur             | 4200–2000 v. Chr.       |
| Fatjanowo-Kultur                  | um 2500 v. Chr.         |
| Kupfersteinzeit                   |                         |
| Nordkaspische Kultur              |                         |
| Kurgankultur                      | 5000–3000 v. Chr.       |
| Samara-Kultur                     | um 5000 v. Chr.         |
| Chwalynsk-Kultur                  | 5000–4500 v. Chr.       |
| Botai-Kultur                      | 3700–3100 v. Chr.       |
| Jamnaja-Kultur                    | 3600–2300 v. Chr.       |
| Afanassjewo-Kultur                | 3500–2500 v. Chr.       |
| Ussatowe-Kultur                   | 3300–3200 v. Chr.       |
| Glaskowo-Kultur                   | 3200–2400 v. Chr.       |
| Bronzezeit                        |                         |
| Poltavka-Kultur                   | 2700–2100 v. Chr.       |
| Potapovka-Kultur                  | 2500–2000 v. Chr.       |
| Katakombengrab-Kultur             | 2500–2000 v. Chr.       |
| Abaschewo-Kultur                  | 2500–1800 v. Chr.       |
| Sintaschta-Kultur                 | 2100–1800 v. Chr.       |
| Okunew-Kultur                     | um 2000 v. Chr.         |
| Samus-Kultur                      | um 2000 v. Chr.         |
| Andronowo-Kultur                  | 2000–1200 v. Chr.       |
| Susgun-Kultur                     | um 1700 v. Chr.         |
| Srubna-Kultur                     | 1600–1200 v. Chr.       |
| Kolchis-Kultur                    | 1700–600 v. Chr.        |
| Begasy-Dandybai-Kultur            | um 1300 v. Chr.         |
| Karassuk-Kultur                   | um 1200 v. Chr.         |
| Ust-Mil-Kultur                    | um 1200–500 v. Chr.     |
| Koban-Kultur                      | 1200–400 v. Chr.        |
| Irmen-Kultur                      | 1200–400 v. Chr.        |
| Spätirmen-Kultur                  | um 1000 v. Chr.         |
| Plattengrabkultur                 | um 1300–300 v. Chr.     |
| Aldy-Bel-Kultur                   | 900–700 v. Chr.         |
| Eisenzeit                         |                         |
| Baitowo-Kultur                    |                         |
| Tagar-Kultur                      | 900–300 v. Chr.         |
| Nosilowo-Gruppe                   | 900–600 v. Chr.         |
| Ananino-Kultur                    | 800–300 v. Chr.         |
| Tasmola-Kultur                    | 700–300 v. Chr.         |
| Gorochowo-Kultur                  | 600–200 v. Chr.         |
| Sagly-Baschi-Kultur               | 500–300 v. Chr.         |
| Jessik-Beschsatyr-Kultur          | 500–300 v. Chr.         |
| Pasyryk-Stufe                     | 500–300 v. Chr.         |
| Sargat-Kultur                     | 500 v. Chr.–400 n. Chr. |
| Kulaika-Kultur                    | 400 v. Chr.–400 n. Chr. |
| Tes-Stufe                         | 300 v. Chr.–100 n. Chr. |
| Schurmak-Kultur                   | 200 v. Chr.–200 n. Chr. |
| Taschtyk-Kultur                   | 100–600 n. Chr.         |
| Tschernjachow-Kultur              | 200–500 n. Chr.         |

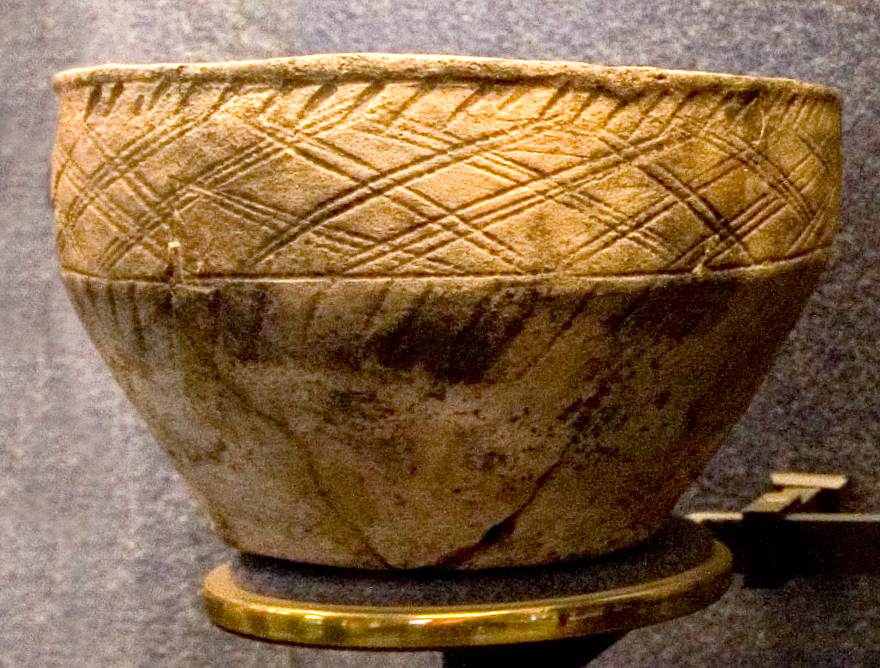
Keramik der Srubna-Kultur

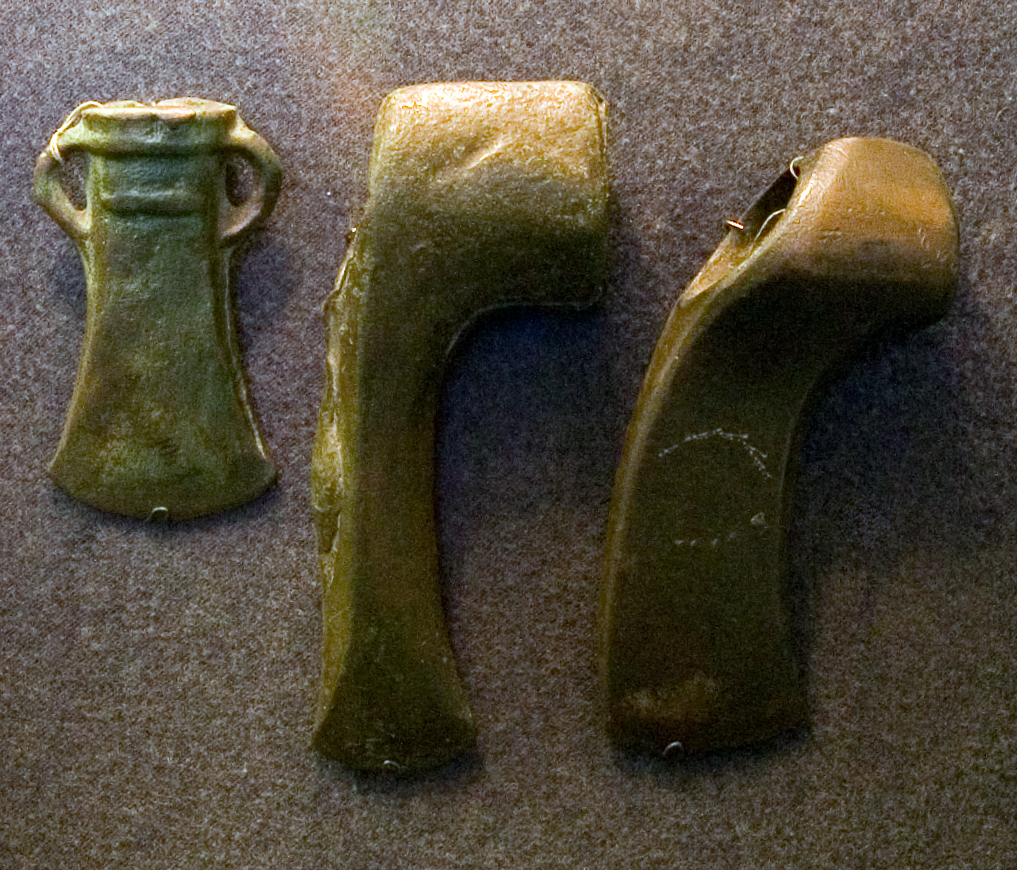
Bronzene Äxte der Srubna-Kultur

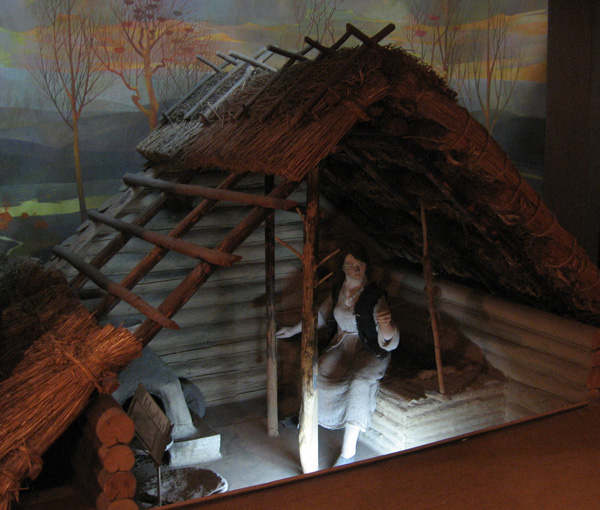
Rekonstruiertes Grubenhaus der Srubna-Kultur

Die Srubna- oder Balkengrab-Kultur (ukrainisch Зрубна культура, russisch Срубная культура) war eine spätbronzezeitliche Kultur des 20. bis 12. vorchristlichen Jahrhunderts. Sie ist eine Nachfolgerin der späten Katakombengrab-Kultur, sowie der Poltavka-, Potapovka- und Pokrovsk-Gruppen. Die Bezeichnung wurde bei der Erstbeschreibung 1901 nach der typischen Überbauung der Gräber durch Blockhütten (russisch сруб, Adjektiv срубная) geprägt.
Die Srubna-Kultur existierte nördlich des Schwarzen Meeres ab dem Dnepr ostwärts, nördlich des Kaukasus, die Wolga überschreitend bis zur Nordküste des Kaspischen Meeres, wo sie an die etwa gleichzeitige und verwandte Andronowo-Kultur grenzte.
Die Träger der Srubna-Kultur ernährten sich von Ackerbau und Viehhaltung. Den Begräbnissen wurden auch Tierteile beigegeben.

## Genetik
Alle bisherigen Analysen der Y-Haplogruppe ergaben ausschließlich R1a bzw. dessen Derivate, oft auf R-Z93 weisend.
Der Srubna-Kultur schlossen sich im ersten vorchristlichen Jahrtausend Kulturen an, die schon dem Umfeld der historisch erstmals fassbaren Kimmerer angehörten.